# Pasiasula eidmanni
Pasiasula eidmanni là một loài nhện trong họ Thomisidae.
Loài này thuộc chi Pasiasula. Pasiasula eidmanni được Carl Friedrich Roewer miêu tả năm 1942.